# Bramling Cross
Bramling Cross is een hopvariëteit, gebruikt voor het brouwen van bier.
Deze hopvariëteit is een “aromahop”, bij het bierbrouwen voornamelijk gebruikt vanwege zijn aromatische eigenschappen. Deze soort wordt gekweekt in het Verenigd Koninkrijk vanaf de jaren twintig in het Wye College en is een kruising tussen Bramling (een traditionele Goldingvariëteit) en het mannelijk zaad van Manitoban wilde hop.

## Kenmerken
- Alfazuur: 5 – 7%
- Bètazuur: 2,3 – 3,2%
- Eigenschappen: fruitig, zwarte bes en citroen